# لایشفو
شهر لایشفو (به روسی: Лаишево) در کشور روسیه و در جمهوری تاتارستان واقع شده‌است.